# Paul Masson
Paul Masson (11 d'octubre de 1876 – 30 de novembre de 1945) va ser un ciclista francès que fou professional entre 1897 i 1899. Va prendre part en els Jocs Olímpics d'Atenes de 1896, on va participar en tres modalitats diferents, guanyant-les totes.
La seva primera prova fou la de velocitat de 2 km, en què va guanyar amb un temps de 4′ 58,2″. La següent victòria fou a la carrera de 10 km, en què va guanyar al seu company Léon Flameng, amb un temps de 17'54,2". La darrera modalitat fou la de velocitat (333m), guanyada amb un temps de 24,0".
Després dels Jocs Olímpics va passar al professionalisme i va canviar el seu nom per Paul Nassom, Masson escrit al revés. Sense més grans èxits, el seu millor resultat va ser un tercer lloc en la cursa de velocitat individual del Campionat del Món de ciclisme en pista de 1897 a Glasgow, Escòcia.

## Palmarès
- 1896
  - Campió olímpic de velocitat
  - Campió olímpic de 2 km
  - Campió olímpic de 10 km
- 1897
  - 3r al Campionat del Món de Velocitat